# Banque tuniso-libyenne
La Banque tuniso-libyenne (arabe : البنك التونسي الليبي) ou BTL est une banque tunisienne fondée en 1984,,.

## Historique
Fondée en 1984 en tant que banque de développement chargée du financement du commerce extérieur entre la Tunisie et la Libye, elle devient universelle le 20 octobre 2005.
En mai 2017, la direction de la BTL annonce la clôture de son premier emprunt obligataire, BTL 2017-1, pour un montant total collecté de vingt millions de dinars.
En février 2018, la direction inaugure son nouveau siège situé dans le centre urbain nord de Tunis. La banque compte alors près de 240 employés en Tunisie.

## Dirigeants
- Directeur général : Hatem Zaara[5] ;
- Directeur général adjoint : Abdulbari Elosta[5].